# Eugène Dumoulin
Pour les articles homonymes, voir Dumoulin.
Ne doit pas être confondu avec Eugène Dumoulin (photographe).
Eugène Chrysostome Dumoulin, né le 1er décembre 1816 à Paris et mort le 3 mars 1877 dans sa ville natale, est un artiste peintre français.

## Biographie
Né le 1er décembre 1816 au no 4 de la rue Taranne, Eugène Chrisostome (avec un « i » et non un « y » dans son acte de naissance) Dumoulin est le fils de Marie-Thérèse Lerendu et de Chrisostome Dumoulin, employé au Palais des beaux-arts.
Admis à l’École des beaux-arts en 1835, Eugène Dumoulin fut l'élève d'Ingres et de Blondel. Il exposa plusieurs portraits et tableaux d'histoire au Salon entre 1837 et 1861.
Républicain quarante-huitard, Dumoulin a été l'ami de Garibaldi et de Barbès. Attaché à la démocratie, pour laquelle il avait milité et qu'il avait vue à l’œuvre lors d'un voyage aux États-Unis, il s'exila quelque temps en Suisse après le Coup d'État du 2 décembre 1851.
Le 7 juin 1855, Eugène Dumoulin épousa Louisa Combettes, qui était aussi artiste peintre. L'un de leurs témoins était le peintre Abel de Pujol, membre de l'Institut. Leur fils Louis-Jules Dumoulin (1860-1924) est également devenu un peintre reconnu.
En 1870, pendant le siège de la capitale, Eugène Dumoulin servit dans le 116e bataillon de la Garde nationale. Son adhésion à la Commune de Paris lui valut ensuite d'être condamné à une peine de six mois de prison, qu'il purgea à la prison de la Santé.
Mort des suites d'une longue maladie à son domicile du no 59 de la rue des Batignolles le 3 mars 1877, il fut inhumé le lendemain au cimetière de Saint-Ouen (6e division) après des obsèques civiles conformes à ses dernières volontés et à ses convictions de libre-penseur.

## Œuvres exposées au Salon

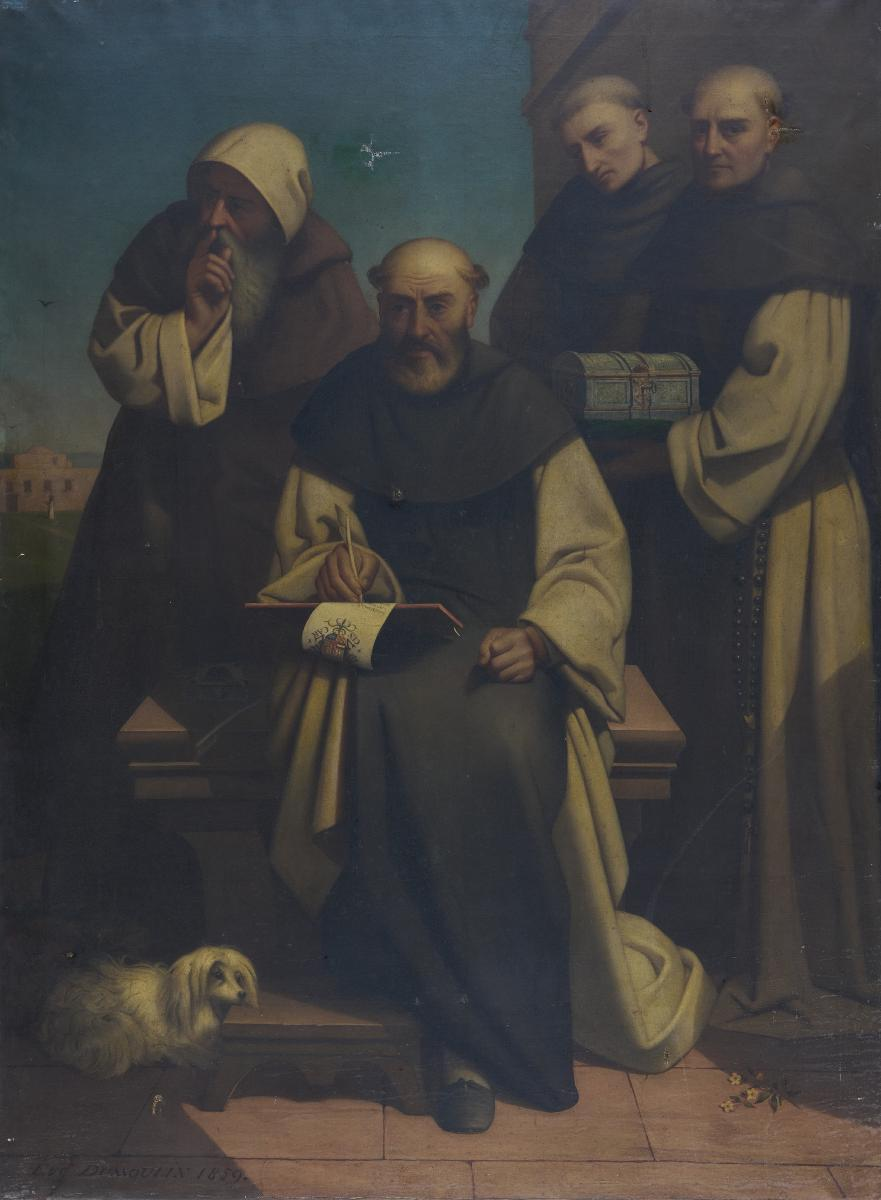
Charles Quint au couvent de Saint Juste [sic] écrivant son testament (1859).

- 1837 : Saint Stanislas Kotska (no 611).
- 1839 : Portrait d'homme (no 634).
- 1844 : Portrait de Mme D... (no 602).
- 1857 : Portrait de Mme Eugène Dumoulin (no 842).
- 1859 : Charles-Quint, retiré à Saint-Just, écrit le codicille de son testament pour indiquer à Philippe II la conduite qu’il doit tenir contre les hérétiques du royaume (no 952), 206 x 150,2 cm, Musée d'Art et d'Histoire de Genève (inv. 1866-0002).
- 1861 : Portrait de Mme D... et de sa fille (no 959).